# Fidèle Sutter
Pour les personnes ayant le même patronyme, voir Sutter.
Fidèle Sutter, né Francesco Gaspare Giuseppe Sutter le 16 mars 1796 à Ferrare (Italie) et mort le 30 août 1883 dans la même ville, est un religieux capucin italien, vicaire apostolique de Tunis de 1844 à 1881.
Estimé des beys de Tunis, il profite de ses bonnes relations et de l'ambiance tolérante de l'époque pour obtenir des autorisations de construction d'églises à Sfax, Djerba, La Goulette, Mahdia, Porto Farina, Bizerte, Monastir et Sousse. Sous son vicariat, le nombre de paroisses passe de quatre à neuf. L'instauration du protectorat français de Tunisie en 1881 le pousse à la démission.

## Biographie
Francesco Gaspare Giuseppe Sutter, dit Fidèle Sutter, naît à Ferrare le 16 mars 1796 de parents suisses. Il fait ses études au séminaire puis rejoint la communauté des frères mineurs capucins de San Maurelio, toujours à Ferrare. Il est ordonné prêtre en 1818 avant d'être élu supérieur provincial de sa congrégation en 1834.
Il se fait appeler Fidèle en hommage à son protecteur Fidèle de Sigmaringen, prêtre capucin martyrisé en 1622.

## Vicaire apostolique de Tunis

### Création du vicariat
La fin de la course et la normalisation des relations entre la régence de Tunis et les puissances chrétiennes encourage la venue de populations catholiques dans le pays, principalement italiennes et maltaises. La construction de la chapelle Saint-Louis de Carthage bâtie sur un emplacement offert en 1830 par Hussein II Bey démarre en 1840. Des paroisses sont créées à Sousse (1836), La Goulette (1838) et Sfax (1841).
Dans cette ambiance tolérante, le pape Grégoire XVI crée le vicariat apostolique de Tunis, sans caractère épiscopal, le 21 mars 1841 mais il faut attendre le 5 juillet 1844 pour qu'un titulaire y soit nommé en la personne du père Fidèle Sutter. Le même jour, ce dernier est nommé évêque de Rosalia (de) et consacré le 29 septembre de la même année par Giacomo Filippo Fransoni avec comme co-consécrateurs Giuseppe Maria Castellani (de) et Henry Hughes (en).

### Sacerdoce en Tunisie

#### Relations avec les beys
La population chrétienne que doit encadrer le nouveau vicaire de Tunis est alors composée d'anciens esclaves chrétiens libérés et de quelques milliers de pêcheurs et d'artisans italiens et maltais qui se sont installés sur le littoral. Le seul lieu de culte permanent est l'église Sainte-Croix de Tunis ; les fidèles en sont réduits à devoir se réunir dans des habitations pour pouvoir prier ensemble.
Des liens de confiance se nouent entre l'évêque Fidèle Sutter et les beys successifs. Dès 1850, les pères capucins se font remarquer par leur courage lors de l'épidémie de choléra. Pendant que les dignitaires tunisiens se réfugient dans l'arrière-pays par crainte de la contagion, les religieux restent dans la capitale pour soigner les malades au risque de leur vie. En remerciement de son dévouement, l'évêque est décoré du Nichan Iftikhar.
Plusieurs autorisations de construction d'église sont accordées. Le Pacte fondamental de 1857 entérine ces relations empreintes de tolérance religieuse en édictant la liberté des consciences et la sécurité des cultes. Ces dispositions sont confirmées dans le chapitre XIII de la Constitution tunisienne de 1861.
L'évêque jouit également du soutien du consul de France, Léon Roches. De nombreuses correspondances datées de 1860 à 1862 entre ce dernier et Sadok Bey relatent les nombreuses demandes du diplomate pour que des terrains soient accordés pour la construction de lieux de culte et de cimetières.

#### Construction de l'église de Sfax

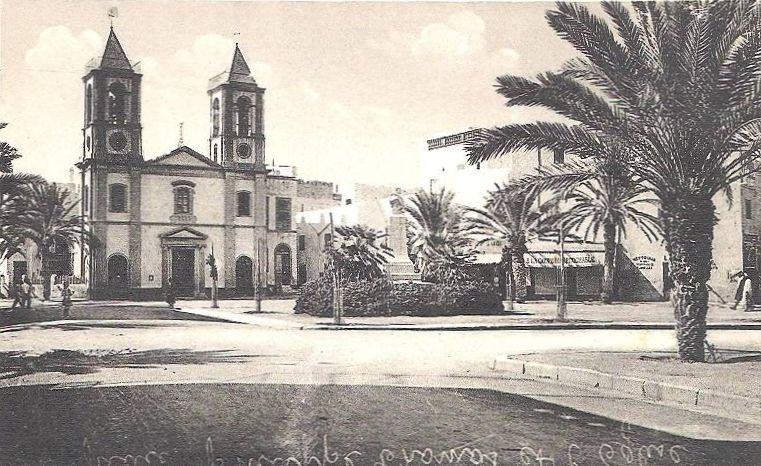
Première église de Sfax dans les années 1920.

La construction d'églises est encouragée. La ville de Sfax est la première à attirer l'attention du nouvel évêque sur la nécessité d'un lieu de culte permanent dans cette cité où se regroupent 700 chrétiens vivant dans un quartier séparé de la médina. Dès 1845, Monseigneur Sutter achète un terrain sur lequel s'élève bientôt l'église Saint-Pierre-et-Saint-Paul.

#### Construction de l'église de Djerba
Après avoir créé la paroisse de Djerba en 1847, l'évêque Sutter y délègue le père capucin Gaétano de Ferrera pour y étudier la possibilité d'y construire le lieu de culte réclamé par la population chrétienne locale. Toute la communauté se mobilise et l'église Saint-Joseph est inaugurée en 1848. Six ans plus tard, le père est envoyé à Monastir accomplir la même tâche mais le projet échoue.

#### Construction de l'église de La Goulette
En 1848 toujours, Ahmed Ier Bey accorde à Monseigneur Sutter tout le terrain qu'il désire à l'intérieur de la ville de La Goulette pour y construire une église et un presbytère. La première pierre de l'église Saint-Augustin-et-Saint-Fidèle est posée le 19 mai de la même année. En hommage à l'évêque, l'édifice est placé sous la protection de saint Fidèle.

#### Construction de l'église de Mahdia
La création de la paroisse de Mahdia remonte également à 1848. Le père capucin Antonio da San Giovanni della Marca d'Ancona y est envoyé pour assister la communauté chrétienne. Profitant de ses bonnes relations avec Sadok Bey, Monseigneur Sutter se fait offrir en 1861 une huilerie appartenant au monarque. Transformée en lieu de culte, celle-ci est inaugurée la même année sous le vocable d'église Notre-Dame-du-Mont-Carmel.

#### Construction de l'église de Porto Farina
La communauté chrétienne de Porto Farina attend aussi beaucoup du nouvel évêque. Dès 1847, ils font appel à lui pour retenir le père capucin Joseph qui doit les quitter. La démarche est couronnée de succès et la mission du prêtre prolongée. En 1849, Monseigneur Sutter vient rendre visite à ses fidèles en carrosse beylical escorté de six cavaliers qui, une fois sur les lieux, exécutent une fantasia. Il y demeure trois jours, célébrant la messe chez les familles chrétiennes qui lui expriment leur vœu d'avoir un prêtre permanent. Il est de retour en 1852 et hébergé par le général Salah Chiboub qui commande la garnison du fort militaire. Lorsque ce dernier tombe en disgrâce quelque temps plus tard, l'évêque va lui rendre visite à Djerba où il a été exilé et tous ses biens sont confisqués. Il intervient alors en sa faveur auprès du bey qui accepte de lui verser une pension.
Les bons rapports entre l'évêque et Ahmed Ier Bey sont mis à profit pour aider les habitants à avoir le lieu de culte qu'ils réclament. En 1852, le monarque fait don d'une maison qu'il autorise à transformer en église. Le père capucin François est envoyé dans la paroisse qui vient d'être créée dès l'année suivante. Au bout de sept ans d'efforts, l'église Saint-Pierre-l'Apôtre est inaugurée en 1860.

#### Construction de l'église de Bizerte
Si la paroisse de Bizerte est créée en 1851, des prêtres sont envoyés dans la ville dès 1847. Pour marquer l'importance qu'il attache à cette communauté, l'évêque leur envoie son propre secrétaire, le père Philippe de Ferrare, dès la création de la paroisse. Vingt ans plus tard, l'arrivée du père Alexandre de Varazze relance le projet de construction d'une église. À la demande du prêtre, Monseigneur Sutter démarche Sadok Bey pour obtenir un terrain. Celui-ci répond favorablement en lui accordant la maison Costa et les trois magasins annexes « pour quels maisons et magasins nous nous obligeons à ne réclamer ni rente, ni loyer, ni prix de leur valeur ». L'église est inaugurée en 1874.

#### Construction de l'église de Monastir

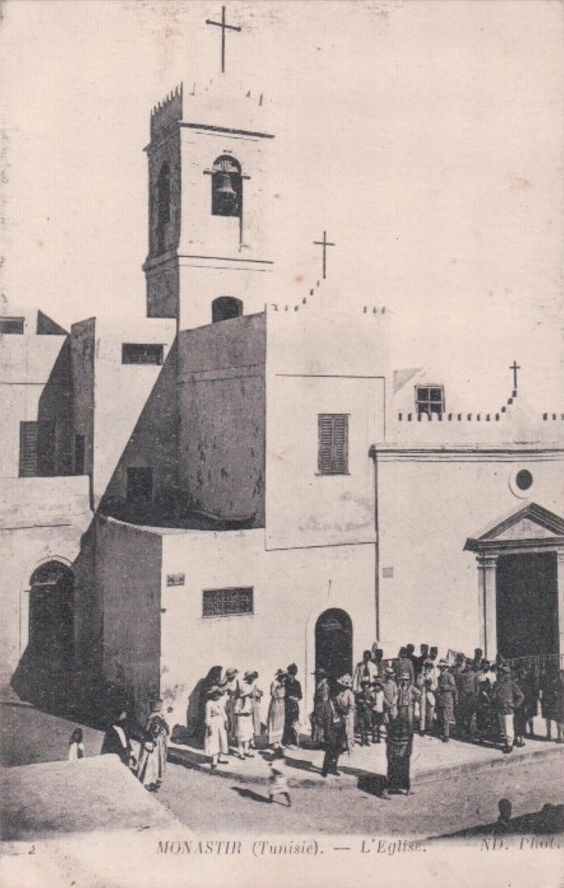
Église de Monastir dans les années 1910.

La paroisse de Monastir est la dernière à être créée avant l'instauration du protectorat français. Si une première tentative de construire une église en 1854 échoue, le deuxième essai est une pleine réussite puisque l'église de Monastir, édifiée sur un terrain offert par Sadok Bey, est inaugurée en 1862.

#### Construction de l'église de Sousse
Si la paroisse de Sousse est créée avant l'arrivée de Monseigneur Sutter, les offices se tiennent toujours dans une ancienne maison d'habitation aménagée en chapelle. Les bonnes relations de l'évêque avec Sadok Bey sont à nouveau mises à contribution et ce dernier offre en 1862 une maison avec l'autorisation de la transformer en église. L'église Notre-Dame-de-l'Immaculée-Conception est inaugurée le 15 juin 1867 par le vicaire apostolique de Tunis.

#### Instauration du protectorat
L'installation des pères blancs à Carthage dès 1875 souligne l'accroissement de l'influence française dans la régence. Les nombreuses venues de l'archevêque d'Alger Charles Lavigerie mettent en évidence ses ambitions de contrer le monopole des pères capucins. Il lance la construction de l'hôpital Saint-Louis qui est inauguré par l'évêque Sutter le 25 août 1880 et ne cache pas sa volonté de ne pas en rester là.
L'instauration du protectorat français le 12 mai 1881 entérine le nouveau rapport de forces. Âgé de 85 ans, le vicaire de Tunis propose de démissionner en suggérant trois noms de pères capucins susceptibles de prendre sa succession mais les nombreux échanges diplomatiques entre Paris, Rome et Tunis en décident autrement. Le 28 juin 1881, Monseigneur Lavigerie est nommé administrateur apostolique en remplacement de Sutter qui a démissionné.

## Fin de carrière
Ce dernier retourne dans sa ville natale de Ferrare avec une pension de 6 000 francs versés par le gouvernement français. Le 2 août 1881, il est nommé évêque d'Ancyre (de) en remplacement de l'évêché de Rosalia qui lui a été retiré. Il décède le 30 août 1883.